# Xilomantzin
Xilomantzin (... – Tlatelolco, 1473) è stato il tlatoani (regnante) dell'altepetl precolombiano di Culhuacan, nella valle del Messico, dal 1440 al 1473.

## Biografia
Xilomantzin era figlio di Acoltzin, precedente re di Culhuacan, e di Tlacochcuecihuatl o Tlacochcuetzin, figlia di Tezozómoc, re di Azcapotzalco. Successe al padre nell'anno 13 Selce (1440). Sposò Izquixotzin, figlia di Tlacateotl, re di Tlatelolco da cui ebbe un figlio di nome Acolmiztli.
Nell'anno 7 Casa (1473), Xilomantzin si schierò con Moquihuix, allora regnante di Tlatelolco, in una guerra contro Tenochtitlán (condotta da Axayacatl), che terminò con l'uccisione di Moquihuix e di Xilomantzin.